# عالیجناب بد
عالیجناب بد یا آقای بد یا دوست‌پسر شرور من (چینی: 我的反派男友؛ انگلیسی: Mr. Bad) مجموعه تلویزیونی(سریال تلویزیونی) محصول کشور چین که در سال ۲۰۲۲ به کارگردانی لی چینگ‌رونگ و با بازی چن ژه‌یوان و شن یو تولید شد. اولین قسمت این مجموعه، در ۳۰ سپتامبر ۲۰۲۲ از شبکۀ آی‌چی‌یی پخش شد.

## بازیگران
- چن ژه‌یوان در نقش شیائو وودی
  - شخصیت شرور رمان نانشینگ، متکبر،  باهوش و حیله‌گر، تازه به این دنیا آمده است. او به جای اینکه از این محیط عجیب بترسد، نانشینگ را تهدید و باج‌گیری می‌کند و در همسایگی خانه نانشینگ زندگی می‌کند. در نتیجه، این دو نفر از دنیاهای مختلف، زندگی همسایه‌ای آشفته و پر از نزاع "نبرد هوش و شجاعت" را آغاز می‌کنند. همانطور که روز به روز با هم کنار می‌آیند، شیائو وودی به تدریج تحت تأثیر گرمی و سرزندگی نانشینگ قرار می‌گیرد و متوجه می‌شود که بدون اینکه بداند چه زمانی عاشق او شده است. در جریان کنار آمدن با هم، این دو راز تجربه زندگی شیائو وودی را نیز کشف می‌کنند که در واقع مربوط به درد گذشته نانشینگ است. معلوم می‌شود که سرنوشت این دو بیش از ده سال پیش مقدر شده بود.

- شن یو در نقش نان شینگ
  - دختری که عاشق نویسندگی است، قبلاً پرتاب‌کننده دیسک بوده است. در ظاهر، او مثل یک پسر بی‌خیال است، اما قلبش پر از حباب‌های صورتی است. او  مانند داستان‌ها آرزوی عشق دارد. او همچنین به عشق دیگران حسادت می‌کند و نمی‌تواند دعا نکند که داستان عشق شیرین برای خودش اتفاق بیفتد. با این حال، وقتی در چاه آرزوها ایستاد و با اشتیاق سکه‌ای انداخت، چیزی که احضار کرد، شیائو وودی، شخصیت شرور رمانی که نوشته بود، بود.

- لو مینگجی در نقش لو زیچن
  - او نویسنده‌ای بااستعداد و خوش‌قیافه و همچنین رئیسی خونسرد اما نه سلطه‌جو است. او در مقابل زیردستان خود رفتاری سرد و بی‌احساس دارد، اما در مواجهه با شخصی که دوست دارد، در یک چشم به هم زدن خجالتی می‌شود.

- چو جینگ‌جینگ در نقش یه چینگ
  - یک رئیس زن قدرتمند با تیزبینی بی‌نظیر در تجارت، توانمند و قاطع، او می‌داند چگونه از مردم استفاده کند و آرمان‌های لو زیچن را با دستان خود به واقعیت تبدیل کند. او رک و پرخاشگر است و هاله‌اش آنقدر قوی است که نان شینگ در ابتدا جرات نکرد مستقیماً به او نگاه کند. حتی لو زیچن نیز از او بسیار شگفت‌زده است. او همیشه با ملکه‌ای که در برج عاج بزرگ شده اشتباه گرفته می‌شود، اما در واقع او دختر یک اسنک بار خیابانی است. او لو زیچن را خیلی دوست دارد، اما همیشه آن را در قلب خود نگه داشته است.

- دونگ ژوان در نقش آنینا
  - مادر نانشینگ معلم رقصی با شخصیتی شاد و بشاش است. او در اصل همسایه نانشینگ، مادر مائو شیائوجون، بود. او پسری را زود به دنیا آورد و او را به تنهایی بزرگ کرد. با این حال، پس از یک تصادف، خانواده او و خانواده نانشینگ دچار تغییراتی شدند. او ابتکار عمل را به دست گرفت تا با نانشینگ خانواده جدیدی تشکیل دهد و مادر او شود.

- وانگ زی‌جیان در نقش یری‌ژن

- سو زی‌شان در نقش شیونگ سی‌سی
  - بهترین دوست نانشینگ، یک ورزشکار، عاشق زیبایی، غذا و شایعات است. او در بین پسران از نانشینگ که از بدو تولد مجرد بوده، محبوب‌تر است. او استراتژیست عشق نانشینگ است. او و هم‌تیمی‌اش شیائوهائو همیشه به صورت جفت ظاهر می‌شوند و سرانجام با موفقیت عشق خود را به دست می‌آورند.

- گو شیائوتیان در نقش شیائو هائو
  - دانش‌آموز سال سوم نانشینگ، هم‌تیمی شیونگ سیسی، پسری باملاحظه که همیشه در سکوت از شیونگ سیسی محافظت می‌کند و بالاخره با سیسی کنار می‌آید.